# Chlorki kwasowe
Chlorki kwasowe – grupa związków chemicznych będących pochodnymi kwasów, w których grupa -OH zastąpiona została przez -Cl.
Chlorki kwasowe dzielą się na chlorki kwasów organicznych i nieorganicznych, przy czym te pierwsze nazywane są chlorkami acylowymi.
Chlorki kwasów nieorganicznych, np.: SOCl2 (chlorek tionylu), SO2Cl2 (chlorek sulfurylu), PCl3 (trichlorek fosforu), PCl5 (pentachlorek fosforu), POCl3 (tlenochlorek fosforu), SiCl4 (tetrachlorosilan) otrzymywane są w wyniku:
- działania chlorem na niemetal:

2 P + 3 Cl2 → 2 PCl3
2 P + 5 Cl2 → 2 PCl5
- działania PCl5 na dwutlenek siarki:

PCl5 + SO2 → SOCl2 + POCl3
- działania chlorem na dwutlenek siarki:

Cl2 + SO2 → SO2Cl2
Chlorki kwasów karboksylowych, czyli chlorki acylowe, otrzymuje się w wyniku substytucji nukleofilowej w grupie acylowej kwasu karboksylowego lub bezwodnika kwasu karboksylowego, przy użyciu związku z reaktywnymi atomami chloru, najczęściej:
SOCl2, PCl3, PCl5, POCl3, czyli w wyniku reakcji z chlorkami kwasów nieorganicznych.
Chlorki kwasowe kwasów nieorganicznych i niższych kwasów organicznych (np. chlorek kwasu octowego, czyli chlorek acetylu) są bardzo reaktywne i gwałtownie reagują z wodą w wyniku czego hydrolizują do odpowiednich kwasów i chlorowodoru.